# All-domain Anomaly Resolution Office
Das All-domain Anomaly Resolution Office (AARO) ist eine Abteilung (Office) des Verteidigungsministeriums der Vereinigten Staaten, welche dem Office of the Secretary of Defense untersteht. Dem 2022 gegründeten AARO ging die Unidentified Aerial Phenomena Task Force (UAPTF) voraus, ein von 2020 bis 2021 laufendes Programm innerhalb des Office of Naval Intelligence, das der „Standardisierung der Erfassung und Meldung“ von UFO-Sichtungen diente. Aufgabe des AARO ist es, unidentifizierte Luftphänomene (Unidentified Aerial Phenomena bzw. Unidentified Anomalous Phenomena; UAP) zu untersuchen.

## Geschichte
Im Jahr 2007 richtete die Defense Intelligence Agency ein Programm mit der Bezeichnung Advanced Aerospace Threat Identification Program (AATIP) ein. Dies geschah als Reaktion auf mehrere Berichte über nicht identifizierte Flugobjekte, die vom US-Militär gesichtet worden waren. Das Programm wurde 2012 geschlossen, nachdem die Finanzierung eingestellt worden war. Die Marine und die Geheimdienste setzten die Arbeit fort. Das Programm wurde erstmals am 16. Dezember 2017 öffentlich bekannt.
Im Dezember 2017 bestätigte das US-Verteidigungsministerium die Existenz eines Programms zur Sammlung von Daten über militärische UFO-Sichtungen, obwohl AATIP im Jahr 2012 aufgelöst wurde. Wie sein Vorgängerprogramm wurde auch die UAP Task Force vom Unterstaatssekretär für Nachrichtendienste in Zusammenarbeit mit dem Office of Naval Intelligence verwaltet.
2019 und 2020 bestätigte die US Navy Begegnungen mit UAPs und veröffentlichte drei Videos mit den Namen „FLIR“, „Gimbal“ und „GoFast“, welche unidentifizierte Flugobjekte zeigten und schon vorher an die Öffentlichkeit gelangt waren. Der Geheimdienstausschuss des US-Senats unter der Leitung von Senator Marco Rubio forderte den Director of National Intelligence (DNI) im Juli 2020 auf, einen umfassenden Bericht über UAPs zu erstellen. Rubio äußerte sich öffentlich besorgt über mögliche Auswirkungen auf die nationale Sicherheit. Im August 2020 wurde dafür die UAP Task Force (UAPTF) gegründet um die Bemühungen zur Erkennung, Analyse und Katalogisierung von UAPs, die eine Gefahr für die nationale Sicherheit darstellen könnten, zu zentralisieren.
Das Verteidigungsministerium ersetzte die UAPTF durch die Airborne Object Identification and Management Synchronization Group (AOIMSG) im November 2021, die im Juli des folgenden Jahres in das AARO umgewandelt wurde. Im August 2023 ging die Website der AARO online.
Die Behauptungen zu UFOs von David Grusch sorgten im Juli 2023 für großes Aufsehen in den Medien. Grusch, ein Afghanistan-Veteran, der an der UAP Task Force mitgewirkt hatte, behauptete unter Eid vor dem US-Kongress, dass sich die US-Regierung im Besitz von Artefakten nicht-menschlicher Herkunft, einschließlich biologischer Überreste von Außerirdischen befinden würde. Er gab außerdem zu Protokoll, dass es seit Jahrzehnten ein „schwarzes Programm“ zum Nachbau („reverse engineering“) von UFO-Technologie geben würde.
Sean Kirkpatrick, der Leiter der AARO stritt die Behauptungen von Grusch ab und trat im Dezember 2023 nach 18 Monaten zurück. Im Januar 2024 veröffentlichte Kirkpatrick einen Meinungsartikel im Scientific American, in dem er von „einer kleinen Gruppe von miteinander verbundenen Gläubigen und anderen mit möglicherweise weniger ehrlichen Absichten“, die einen „Wirbelwind von Lügengeschichten, Erfindungen und Nacherzählungen aus zweiter oder dritter Hand“ verbreiten würden sprach und die mediale Berichterstattung kritisierte.
Im März 2024 veröffentlichte AARO einen vom US-Kongress in Auftrag gegebenen 69 Seiten langen Bericht, der historische UAP-Sichtungen und Vorfälle nach 1945 untersuchte. In diesem wurden unerklärliche Vorfälle bestätigt, allerdings seien keine Beweise für außerirdische Technologien hinter den Sichtungen oder versteckte Forschungsprogramme zum Nachbau derartiger Technologie von der AARO gefunden worden.

## Aufgabe
Die AARO untersteht dem Büro des Unterstaatssekretärs für Nachrichtendienste und Sicherheit und arbeitet eng mit dem Director of National Intelligence zusammen. Zu seinen Aufgaben gehören:
- Koordinierung der UAP-Ermittlungen zwischen den militärischen Bereichen und den Nachrichtendiensten.
- Sicherstellung des Datenaustauschs und der Analyse zur Klärung von UAP-Sichtungen.
- Berichterstattung an den Kongress und Wahrung der Transparenz gegenüber der Öffentlichkeit.